# 熊野町西
熊野町西（くまのちょうにし）は、大阪府堺市堺区にある地名。2024年現在の行政地名は熊野町西一丁から熊野町西三丁。住居表示は実施済。

## 地理
堺区の中央部に位置する。南東は熊野町東、南西は市之町西、北西は戎島町、北東は戎之町西に接する。南東から順に一丁から三丁がある。

### 河川
- 内川
  - 吾妻橋

## 歴史

### 地名の由来
「熊野町」は、元「湯屋町」と表記し、風呂屋が多く並んでいたことに由来するという。明治5年（1872年）、町名改名の際、「熊野町」となった。

### 沿革
- 1872年（明治5年）、湯屋町中浜・湯屋町浜より熊野町西成立。堺町のうち。
- 1879年（明治12年）、郡区町村編成法施行により、堺区の所属となる。
- 1889年（明治22年）、市制施行により、堺市の所属となる。
- 1959年（昭和34年）、一部を市之町西1 - 3丁に編入し、熊野町の一部を編入[8]。
- 2006年（平成18年）、堺市が政令指定都市に移行し、行政区を設置。熊野町西は堺区の所属となる。

## 世帯数と人口
2024年（令和6年）11月30日現在の世帯数と人口は以下の通りである。
| 丁           | 世帯数  | 人口  |
| ------------ | ------- | ----- |
| 熊野町西一丁 | 73世帯  | 170人 |
| 熊野町西二丁 | 124世帯 | 273人 |
| 熊野町西三丁 | 9世帯   | 11人  |
| 計           | 206世帯 | 454人 |

### 人口の変遷
| 1995年（平成7年）  | 243人 | [ 9 ]  |  |
| 2000年（平成12年） | 186人 | [ 10 ] |  |
| 2005年（平成17年） | 457人 | [ 11 ] |  |
| 2010年（平成22年） | 521人 | [ 12 ] |  |
| 2015年（平成27年） | 501人 | [ 13 ] |  |
| 2020年（令和2年）  | 474人 | [ 14 ] |  |

### 世帯数の変遷
| 1995年（平成7年）  | 80世帯  | [ 9 ]  |  |
| 2000年（平成12年） | 62世帯  | [ 10 ] |  |
| 2005年（平成17年） | 176世帯 | [ 11 ] |  |
| 2010年（平成22年） | 218世帯 | [ 12 ] |  |
| 2015年（平成27年） | 220世帯 | [ 13 ] |  |
| 2020年（令和2年）  | 232世帯 | [ 14 ] |  |

## 学区
市立小・中学校に通う場合、学区は以下の通りとなる。
| 丁           | 番   | 小学校         | 中学校           |
| ------------ | ---- | -------------- | ---------------- |
| 熊野町西一丁 | 全域 | 堺市立市小学校 | 堺市立月州中学校 |
| 熊野町西二丁 | 全域 | 堺市立市小学校 | 堺市立月州中学校 |
| 熊野町西三丁 | 全域 | 堺市立市小学校 | 堺市立月州中学校 |

## 事業所
2021年（令和3年）現在の経済センサス調査による事業所数と従業員数は以下の通りである。
| 丁           | 事業所数 | 従業員数 |
| ------------ | -------- | -------- |
| 熊野町西一丁 | 10事業所 | 94人     |
| 熊野町西二丁 | 12事業所 | 145人    |
| 熊野町西三丁 | 30事業所 | 299人    |
| 計           | 52事業所 | 538人    |

## 交通

### バス
- 南海バス[17]
  - 0系統：市小学校前
  - 16・16C・61系統：大小路

### 道路
- 大道筋（堺市道大道筋）
- 大小路筋

## 施設
- 関西みらい銀行堺支店
- 京都銀行堺支店
- 池田泉州銀行堺支店

## 郵便
- 郵便番号：590-0947[3]（集配局：堺郵便局[18]）。